# Variété de Fujiki
 (mai 2024).
La mise en forme du texte ne suit pas les recommandations de Wikipédia : il faut le « wikifier ».
Les points d'amélioration suivants sont les cas les plus fréquents. Le détail des points à revoir est peut-être précisé sur la page de discussion.
- Les titres sont pré-formatés par le logiciel. Ils ne sont ni en capitales, ni en gras.
- Le texte ne doit pas être écrit en capitales (les noms de famille non plus), ni en gras, ni en italique, ni en « petit »…
- Le gras n'est utilisé que pour surligner le titre de l'article dans l'introduction, une seule fois.
- L'italique est rarement utilisé : mots en langue étrangère, titres d'œuvres, noms de bateaux, etc.
- Les citations ne sont pas en italique mais en corps de texte normal. Elles sont entourées par des guillemets français : « et ».
- Les listes à puces sont à éviter, des paragraphes rédigés étant largement préférés. Les tableaux sont à réserver à la présentation de données structurées (résultats, etc.).
- Les appels de note de bas de page (petits chiffres en exposant, introduits par l'outil «  Source ») sont à placer entre la fin de phrase et le point final[comme ça].
- Les liens internes (vers d'autres articles de Wikipédia) sont à choisir avec parcimonie. Créez des liens vers des articles approfondissant le sujet. Les termes génériques sans rapport avec le sujet sont à éviter, ainsi que les répétitions de liens vers un même terme.
- Les liens externes sont à placer uniquement dans une section « Liens externes », à la fin de l'article. Ces liens sont à choisir avec parcimonie suivant les règles définies. Si un lien sert de source à l'article, son insertion dans le texte est à faire par les notes de bas de page.
- La présentation des références doit suivre les conventions bibliographiques. Il est recommandé d'utiliser les modèles {{Ouvrage}}, {{Chapitre}}, {{Article}}, {{Lien web}} et/ou {{Bibliographie}}. Le mode d'édition visuel peut mettre en forme automatiquement les références.
- Insérer une infobox (cadre d'informations à droite) n'est pas obligatoire pour parachever la mise en page.

Pour une aide détaillée, merci de consulter Aide:Wikification.
Si vous pensez que ces points ont été résolus, vous pouvez retirer ce bandeau et améliorer la mise en forme d'un autre article.
En géométrie algébrique complexe, une variété complexe est dite de classe {\displaystyle {\mathcal {C}}} ou de Fujiki si elle est biméromorphe à une variété Kählerienne compacte. Cette notion a été définie par Akira Fujiki.

## Propriétés
Soit M une variété compacte de Fujiki-classe {\displaystyle {\mathcal {C}}}, et {\displaystyle X\subset M} une sous-variété complexe de M. Alors X est aussi de Fujiki-classe {\displaystyle {\mathcal {C}}} ( Lemme 4.6). De plus,l'espace de Douady de X (c'est-à-dire les modules de déformations d'une sous-variété {\displaystyle X\subset M}, M fixe) est compact et de Fujiki-classe {\displaystyle {\mathcal {C}}}.
Les variétés de Fujiki-classe {\displaystyle {\mathcal {C}}} sont des exemples de variétés complexes compactes qui ne sont pas nécessairement de Kähler, mais pour lesquelles le lemme-{\displaystyle \partial {\bar {\partial }}}  est valable.

## Conjectures
J.-P. Demailly et M. Pǎun ont montré qu'une variété est de classe Fujiki {\displaystyle {\mathcal {C}}} si et seulement si elle contient un courant de Kähler . Ils ont également supposé qu'une variété M appartient à la classe Fujiki. {\displaystyle {\mathcal {C}}} s'il admet un courant nef (numériquement effectif) big, c'est-à-dire satisfaisant :
{\displaystyle \int _{M}\omega ^{dim_{\mathbb {C} }M}>0.}
Pour une classe de cohomologie {\displaystyle [\omega ]\in H^{2}(M)} qui est rationnel, cette affirmation est connue : par la conjecture de Grauert-Riemenschneider, un fibré en droites holomorphe L de première classe de Chern
{\displaystyle c_{1}(L)=[\omega ]}
nef et big a une dimension Kodaira maximale, d'où l'application rationnelle correspondante à
{\displaystyle {\mathbb {P} }H^{0}(L^{N})}
est génériquement fini sur son image, qui est algébrique, et donc Kähler.
Fujiki  et Ueno  se sont demandé si la propriété d'être de Fujiki-classe {\displaystyle {\mathcal {C}}} est stable sous déformations. Cette conjecture a été réfutée en 1992 par Y.-S. Poon et Claude Lebrun 